# ستيفن كوك
ستيفن آرثر كوك (من مواليد 14 ديسمبر 1939) حائز على وسام كندا، ووسام أونتاريو، وهو عالم كمبيوتر أمريكي كندي، وعالم رياضيات قدم مساهمات كبيرة في مجالات نظرية التعقيد وبرهان التعقيد. وهو أستاذ جامعي في جامعة تورنتو في قسم علوم الكمبيوتر، وقسم الرياضيات.

## سيرته
حصل كوك على درجة البكالوريوس في عام 1961 من جامعة ميشيغان، ودرجة الماجستير والدكتوراه من جامعة هارفارد، على التوالي في عام 1962 وعام 1966، من قسم الرياضيات. التحق بجامعة كاليفورنيا، بركلي، قسم الرياضيات عام 1966 بصفة أستاذ مساعد، وبقي هناك حتى عام 1970 عندما حُرم من إعادة تعيينه. وفي كلمة ألقاها بمناسبة الذكرى الثلاثين لتأسيس قسم الهندسة الكهربائية وعلوم الحاسوب في بيركلي، قال زميله الفائز بجائزة تورنغ وأستاذ بركلي ريتشارد كارب: «إنه لمن العار الأبدي أننا لم نتمكن من إقناع قسم الرياضيات بمنحه منصبًا». انضم كوك إلى كلية جامعة تورنتو، وقسمي علوم الحاسوب والرياضيات في عام 1970 بصفته أستاذًا مشاركًا، وهناك رُقي إلى أستاذ في عام 1975، وأستاذ متميز في عام 1985.

## البحث
يعتبر ستيفن كوك أحد أسلاف نظرية التعقيد الحسابي.
خلال فترة الدكتوراه، عمل كوك على تعقيد الدوال، في المقام الأول على الضرب. في ورقته الأساسية لعام 1971 بعنوان «تعقيد إجراءات إثبات النظرية»، صاغ كوك مفاهيم تقليص زمن كثير الحدود (المعروف أيضًا باسم تقليص كوك) وكثير الحدود غير القطعي الكامل، وأثبت وجود مسألة كثيرة حدود غير قطعية كاملة من خلال إظهار أن مسألة قابلية الإرضاء المنطقية (المعروفة عادةً باسم إس إيه تي) هي كثير الحدود غير القطعي الكامل. أثبِتت هذه النظرية بشكل مستقل من قبل ليونيد ليفين في الاتحاد السوفيتي، وبالتالي سُميت مبرهنة كوك ليفين. صاغت الورقة المسألة الأكثر شهرة في علوم الكمبيوتر، مسألة كثير حدود وكثير حدود غير قطعي. بشكل غير رسمي، تسأل مسألة كثير حدود وكثير حدود غير قطعي سؤالًا عما إذا كان من الممكن حل مسألة الأمثلية بصورة مثالية باستخدام خوارزمية فعالة، والتي يمكن التحقق من كفاءة إجاباتها من أجل الصواب/المثالية. نظرًا إلى كثرة مسائل الأمثلية في الحياة اليومية، فإن الإجابة الإيجابية على سؤال مسألة كثير حدود وكثير حدود غير قطعي من المرجح أن تكون لها عواقب عملية وفلسفية عميقة.

## وصلات خارجية
- ستيفن كوك في شجرة علماء الرياضيات